# アリ・テルメ
アリ・テルメ（イタリア語: Alì Terme）は、イタリア共和国シチリア州メッシーナ県にある、人口約2,400人の基礎自治体（コムーネ）。

## 地理

### 位置・広がり
メッシーナ県のコムーネ。県都メッシーナから南南西へ24kmの距離にある。

#### 隣接コムーネ
隣接するコムーネは以下の通り。
- アリ
- フィウメディニージ
- イターラ
- ニッツァ・ディ・シチーリア